# Mesopotam

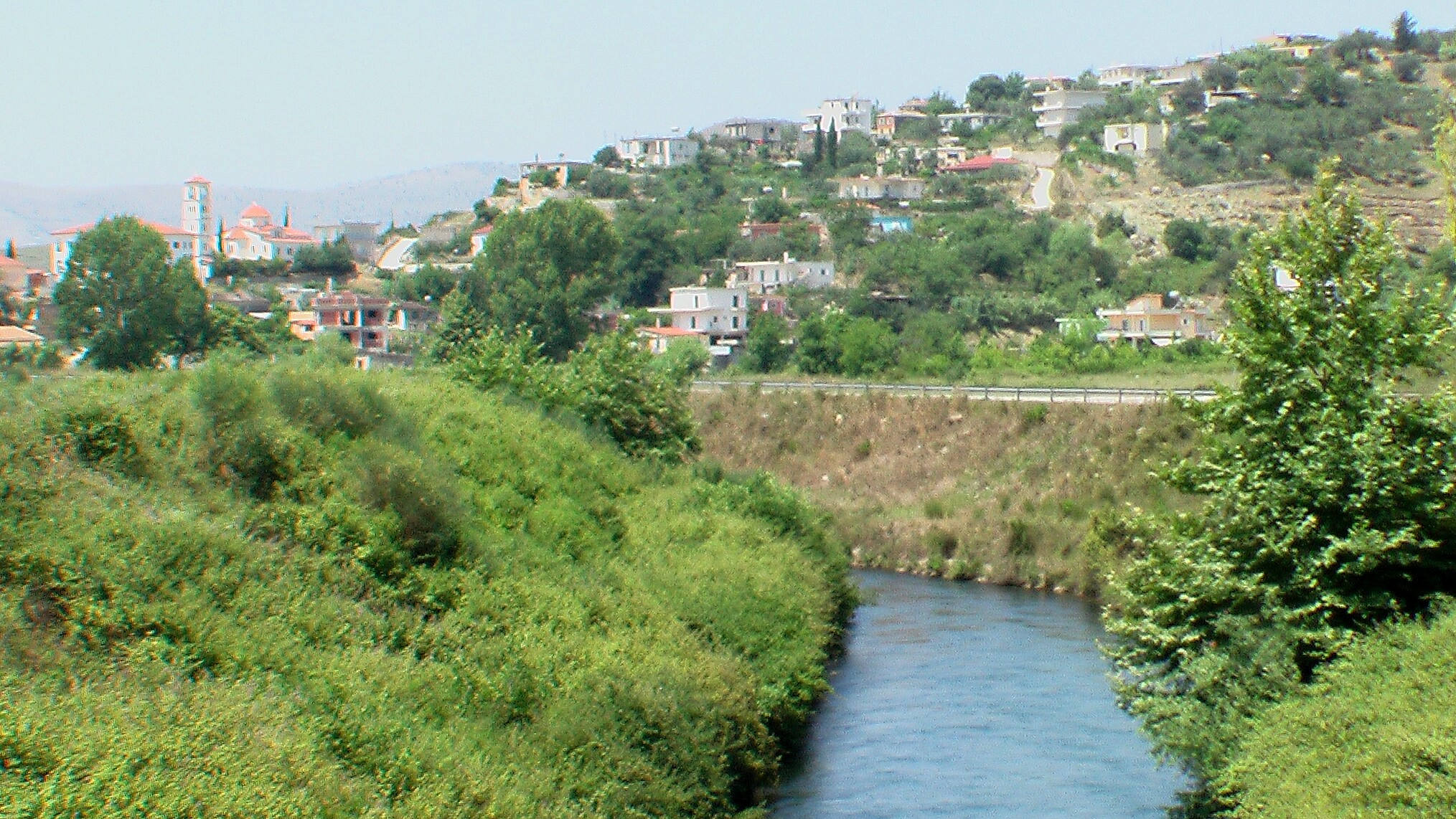

Mesopotam (del griego entre ríos, al igual que la castellanizada Mesopotamia) es una unidad administrativa situada al sur de Albania, en el municipio de Finiq (condado de Vlorë). Está habitado principalmente por griegos. Su principal atractivo es un monasterio de la Iglesia ortodoxa griega datado en el siglo XIII y dedicado a San Nicolás.

## Localidades
Hasta la reforma local de 2015 fue municipio. Las siguientes localidades formaban parte del municipio:
- Ardhasovë
- Bistricë
- Brajlat
- Dhrovjan
- Fitore
- Kardhikaq
- Kostar
- Krane
- Krongj
- Livinë
- Mesopotam
- Muzinë
- Pecë
- Sirakat
- Velahovë